# Michail Petrovič Děvjatajev
Michail Petrovič Děvjatajev (rusky: Михаил Петрович Девятаев; 8. července 1917 – 24. listopadu 2002) byl sovětským stíhacím pilotem, který se proslavil útěkem z nacistického koncentračního tábora na ostrově Usedom v Baltském moři.

## Život

### Raný život a vojenská kariéra
Narodil se ve vesnici Torbejevo v Mordoviji do rodiny rolníka, jako nejmladší z třinácti sourozenců.
V roce 1933 nastoupil na Kazaňskou říční průmyslovou školu, kde se připravoval na práci v lodní dopravě. Současně navštěvoval aeroklub. V roce 1938 byl odveden do Rudé armády, přičemž absolvoval dvouletý pilotní výcvik.
Po napadení Sovětského svazu Německem v červnu 1941 sloužil u 237. stíhacího pluku v Mogilevu. Dne 23. června se ve stíhačce I-16 zapojil do vzdušných bojů a o den později sestřelil bombardér Junkers Ju 87, za což obdržel své první vyznamenání. V září 1941 sestřelil další německý bombardér. Během souboje s nepřátelskými stíhači dokázal jeden letoun zničit, přičemž byl sám zraněn. Po návratu z nemocnice byl přeřazen k nočnímu bombardovacímu pluku. V květnu 1944 se vrátil ke stíhacímu letectvu.

### Zajetí a uvěznění
Dne 13. července 1944 byl poblíž Lvova sestřelen. Zraněný a popálený se katapultoval, ale jeho padák dopadl přímo do nepřátelského území, kde byl zajat. Po krátkém pobytu v zajateckém táboře v Lodži byl za neúspěšný pokus o útěk převezen do koncentračního tábora Sachsenhausen. Aby se vyhnul popravě, vyměnil si identitu s mrtvým sovětským pěšákem. Později byl spolu s dalšími vězni přemístěn na ostrov Usedom, kde pracoval v Peenemünde na demontáži nevybuchlých pum a opravách raket V-2.

### Útěk
V Peenemünde začal plánovat útěk únosem letadla. Spolu s devíti spoluvězni sledoval pohyby německých stráží a vytipoval si vhodný okamžik k útěku. Dne 8. února 1945 prchající skupina přepadla posádku jednoho z německých letounů Heinkel He 111 na letišti v Peenemünde. Celá skupina rychle obsadila kokpit, zneškodnila pilota a Děvjatajev se ujal řízení. Navzdory palbě německých vojáků se jim podařilo vzlétnout a zamířit na východ. Bez navigačních pomůcek a pod palbou protiletecké obrany přelétli frontovou linii a po zhruba 250 kilometrech přistáli na sovětském území poblíž města Gorkij (dnes Nižnij Novgorod). Sovětské jednotky je zpočátku považovaly za nepřátelské diverzanty, ale po ověření jejich identity byl útěk potvrzen jako úspěšný. Děvjatajev a jeho spoluvězni předali cenné informace o tajných německých výzkumech raket V-2, což pomohlo Sovětům v dalším vývoji raketové technologie.

### Poválečné období
Po návratu do Sovětského svazu v roce 1945 čelil jako bývalý válečný zajatec nedůvěře a obtížně hledal zaměstnání. Nakonec získal místo v kazaňském říčním přístavu, kde se postupně vypracoval na kapitána říční lodi. Díky podpoře raketového konstruktéra Sergeje Koroljova mohl publikovat vzpomínkovou knihu o svém útěku, která měla úspěch i v zahraničí. V roce 1957 mu byl udělen titul Hrdina Sovětského svazu, přičemž jeho zásluhy byly spojovány s přínosem pro sovětský raketový výzkum. Postupně získal další vyznamenání a stal se čestným občanem několika měst.
V roce 1959 vstoupil do Komunistické strany SSSR a aktivně se zapojil do hnutí válečných veteránů. V roce 2002 se setkal s německým pilotem, který ho v roce 1945 pronásledoval při útěku z Peenemünde.

## Smrt
Zemřel 24. listopadu 2002 v Kazani ve věku 85 let. Pohřben byl na starém kazaňském hřbitově v Arsku nedaleko památníku druhé světové války.
V jeho rodném Torbejevu bylo na jeho počest zřízeno muzeum.

## Filmografie
V roce 2021 byl uveden ruský válečný životopisný film Děvjatajev (Девятаев), režírovaný Timurem Bekmambetovem. Film vypráví příběh Michaila Děvjatajeva a jeho útěku z nacistického zajetí. V mezinárodní distribuci je snímek známý pod názvem V2. Escape from Hell. Hlavní roli ztvárnil herec Pavel Prilučnyj. Film byl natočen ve vertikálním formátu a měl premiéru 29. dubna 2021.